# Sergei Revin
Sergei Nikolayevich Revin (Moscou, 12 de janeiro de 1966) é um cosmonauta russo.
Formado como engenheiro-físico pela Universidade Nacional de Pesquisa de Tecnologia Eletrônica de Moscou, trabalhou para a empresa estatal espacial NPO-Energia entre 1993 e 1996. Neste ano, foi selecionado para o curso de cosmonautas da Agência Espacial Russa, qualificando-se em 1998. Entre este ano e janeiro de 2011 foi cosmonauta de testes para a Energia, incluindo treinamento para a Estação Espacial Internacional, passando a cosmonauta efetivo do Centro de Treinamento de Cosmonautas Yuri Gagarin, na Cidade das Estrelas, durante 2011.
Revin foi ao espaço em 15 de maio de 2012, como parte da tripulação da nave Soyuz TMA-04M, e integrará o grupo de seis astronautas da Expedição 31 e subsequente Expedição 32 na ISS. Retornou em 17 de setembro, pousando com os demais tripulantes nas estepes do Casaquistão.